# روی برنز (بازیکن فوتبال)
روی برنز (انگلیسی: Roy Burns; ۶ اکتبر ۱۹۱۶ – ۲۰ نوامبر ۱۹۸۳) بازیکن فوتبال اهل بریتانیا بود.
از باشگاه‌هایی که در آن بازی کرده‌است می‌توان به باشگاه فوتبال ولورهمپتون واندررز، باشگاه فوتبال پورت ویل، و باشگاه فوتبال ای‌اف‌سی بورنموث اشاره کرد.